# Ференц Кошут
Ференц Лайош Акош Кошут (угор. Kossuth Ferenc Lajos Ákos; 1841—1914) — угорський політичний діяч.

## Біографія
Син ключового діяча революції 1848—1849 років Лайоша Кошута, восени 1894 приїхав до Угорщини і здійснив по ній поїздку. Скрізь він був зустрінутий з великими почестями, усюди на бенкетах і на мітингах виголошував промови, розвиваючи в них ідеї батька, тобто незалежність Угорщини. На бенкеті в Дебрецені, після промови Кошута, натовп проспівав образливу для імператора пісню. Ліберальне міністерство Векерле, хоча і заявляло, що воно змусить поважати закони всякого, яке б він не носив він ім'я, але нічого не зробило для протидії. Це було однією з головних причин відставки міністерства, даної йому всупереч ясно висловленій волі палати депутатів. Незважаючи на негативне ставлення до Австрійської імперії, Кошут, під час своєї поїздки, прийняв угорське підданство і приніс присягу на вірність імператору.
Був обраний в рейхстаг. З 1895 року був лідером «Партії незалежності і 48-го року», що відстоює стару програму Лайоша Кошута, тобто освіту з Угорщини особливого держави, пов'язаного з Австрією лише узами особистої унії. Наприкінці 1904 року був обраний головою комітету об'єднаної опозиції. Вибори до рейхстагу в січні 1905 роки дали опозиції більшість і примусили уряд Тиси до відставки, запустивши угорський криза 1905—1906 років.
Король Франц-Йосиф I в числі інших політичних діячів запрошував до себе і Кошута, але угоди не відбулося, і Кошут не отримав пропозиції створити кабінет. В уряді Шандора Векерле займав пост міністра торгівлі з 8 квітня 1906 по 17 січня 1910 року.
Зростання соціал-демократичної партії створив опозицію, що стоїть ліворуч від Кошута, і відносини з нею у нього незабаром загострилися. Кошут висловився не тільки проти соціалізму, а й проти негайного введення загального виборчого права. У 1909 році його Партія незалежності розкололася на крила під керівництвом Кошута і Дьюли Юста. У 1913 році, коли їх возз'єднав Міхай Каройї, Кошут вже практично не чинив істотного впливу на політику.